# Jerzy Kuch
Jerzy Kazimierz Kuch (ur. 4 marca 1931 w Pruszkowie, zm. 4 stycznia 2010 w Warszawie) – polski lekarz internista i kardiolog, nauczyciel akademicki, profesor nauk medycznych.

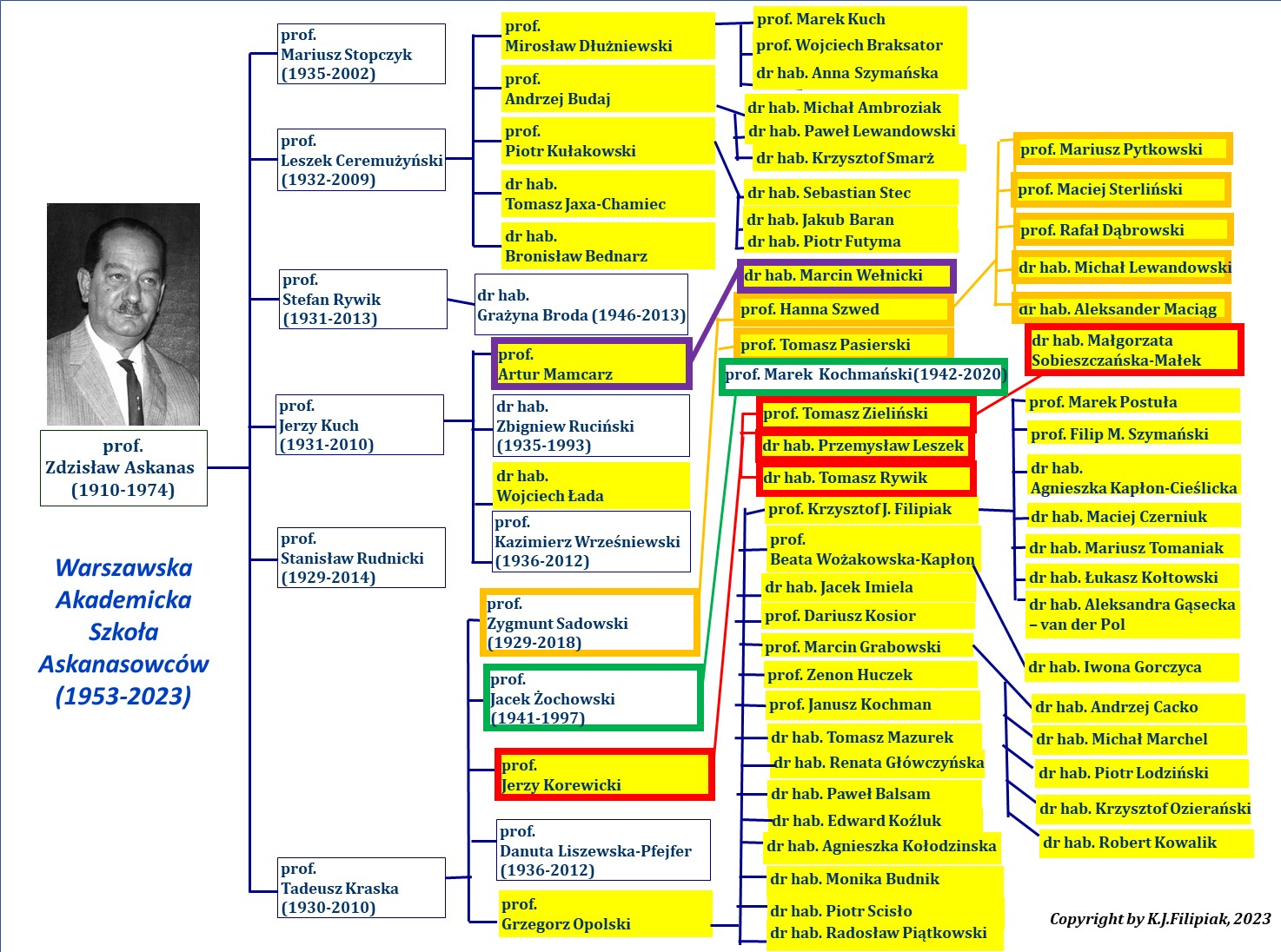
Drzewo genealogiczne przedstawicieli Warszawskiej Akademickiej Szkoły Kardiologii wywodzącej się od prof. Zdzisława Askanasa, do której należał prof. Jerzy Kuch

## Życiorys
Syn Aleksandra i Zofii. W 1957 ukończył studia medyczne na kierunku lekarskim w Akademii Medycznej w Warszawie. Specjalista w zakresie chorób wewnętrznych (I stopień w 1962 i II stopień w 1965) i kardiologii (1974).
Stopień doktora nauk medycznych uzyskał w 1966 w Akademii Medycznej w Warszawie na podstawie napisanej pod kierunkiem prof Zdzisława Askanasa rozprawy pt. Badania immunoelektroforetyczne w zawale serca. W 1971 w tej samej uczelni uzyskał stopień doktora habilitowanego na podstawie pracy pt. Ocena odczynów immunologicznych w zawale serca przy użyciu metody immunofluorescencyjne. W 1983 otrzymał tytuł naukowy profesora nadzwyczajnego i w 1989 tytuł profesora zwyczajnego.
W 1957 po ukończeniu studiów został powołany do odbycia okresowej wojskowej służby medycznej. Następnie mieszkał i pracował w Toruniu. W 1962 wrócił do Warszawy i rozpoczął pracę na Akademii Medycznej. Z tą uczelnią był związany do przejścia na emeryturę. W latach 1981–1987 pełnił funkcję dziekana II Wydziału Lekarskiego. W okresie od 1981 do 2001 był kierownikiem Katedry i Kliniki Kardiologii II Wydziału Lekarskiego.
Członek towarzystw naukowych, w tym m.in.: Polskiego Towarzystwa Kardiologicznego (wiceprezes Zarządu Głównego) i Europejskiego Towarzystwa Kardiologicznego.
Autor lub współautor ponad 200 publikacji, w tym prac poglądowych, monografii, książek i rozdziałów książkowych. Promotor 18 prac doktorskich. Pośród osób, które pod jego kierunkiem uzyskały stopień doktora, następujące zostały samodzielnymi pracownikami nauki: Wojciech Łada, Zbigniew Ruciński, Kazimierz Wrześniewski, Artur Mamcarz (według zamieszczonego obok drzewa genealogicznego Askanasowców).
Pochowany na warszawskim cmentarzu w Pyrach.

## Rodzina
Jego syn Marek Kuch jest profesorem nauk medycznych.

## Odznaczenia
- Krzyż Komandorski Orderu Odrodzenia Polski (2005)[6]
- Krzyż Oficerski Orderu Odrodzenia Polski (2000)[7]